# Museum voor Geneeskunde
Het Museum voor Geneeskunde of Geneeskundemuseum (Frans: Musée de la Médecine) is een museum in Anderlecht in het Brussels Hoofdstedelijk Gewest. Het heeft het doel een brug tussen geneeskunde en kunst te slaan. Het werd opgericht in 1995 en is gevestigd in een daar speciaal voor ontworpen gebouw op de Campus Erasmus van de Université libre de Bruxelles.

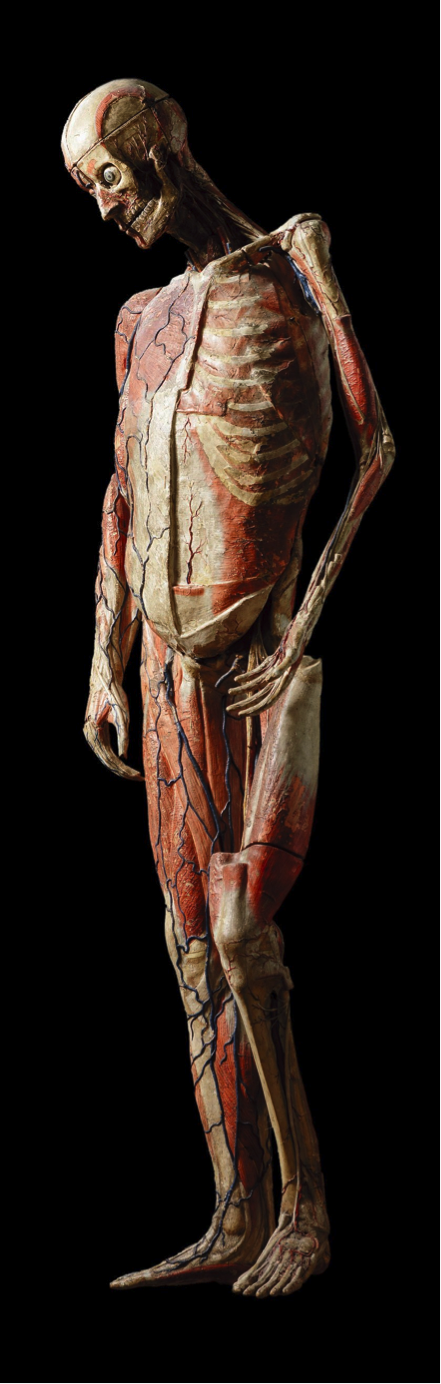
Anatomisch model, gemaakt door Auzoux

In het museum zijn onder meer anatomische wassen beelden te zien in de stijl van de Belgische dokter Pierre Spitzner (1813-1894). Het museum houdt niet vast aan alleen het westerse wereldbeeld, maar gaat ook in op Precolumbiaanse geneeskunde en toont verder collecties uit de Arabische wereld, Afrika en Azië.
Het museum gaat verder in op de ontwikkeling van het denken over geneeskunde in de loop van de geschiedenis. Aan de orde komen denkbeelden die voortkwamen uit religie, mythologie en magie tot en met de huidige ontwikkeling waarbij de basis gelegd wordt op waarnemingen en experimenten in de wetenschap.